# 1927 في المغرب
فيما يلي قوائم الأحداث التي وقعت خلال عام 1927 في المغرب.

## سياسة

### تعيين في المنصب
- 17 نوفمبر – محمد الخامس بن يوسف سلطان المغرب.

### انتهاء فترة المنصب
- 17 نوفمبر – يوسف بن الحسن سلطان المغرب.

## مواليد
- شيخ العرب ـ (من رجال المقاومة المغربية زمن الحماية الفرنسية ومن المعارضن والمتمردين على سلطة الملك الحسن الثاني بعد الاستقلال).
- الرايس الحاج أحمد أمنتاك، كان شاعرًا ومغنيًا وكاتبًا مغربيًا بتمازيغت.

### يناير
- 1 يناير – التهامي الوزاني التوهامي
- 1 يناير – محمد الزرقطوني
- 1 يناير – محمد المذبوح

### نوفمبر
- 11 نوفمبر – المعطي بوعبيد سياسي مغربي.

## وفيات

### نوفمبر
- 17 نوفمبر – يوسف بن الحسن (مواليد 1882) سياسي مغربي.